# Passy (Yonne)
Passy – miejscowość i gmina we Francji, w regionie Burgundia-Franche-Comté, w departamencie Yonne.
Według danych na rok 1990 gminę zamieszkiwały 223 osoby, a gęstość zaludnienia wynosiła 39 osób/km² (wśród 2044 gmin Burgundii Passy plasuje się na 689. miejscu pod względem liczby ludności, natomiast pod względem powierzchni na miejscu 1195.).